# Comuna de Jakubów
Jakubów (polaco: Gmina Jakubów) é uma gminy (comuna) na Polónia, na voivodia de Mazóvia e no condado de Miński. A sede do condado é a cidade de Jakubów.
De acordo com os censos de 2004, a comuna tem 4941 habitantes, com uma densidade 56,6 hab/km².

## Área
Estende-se por uma área de 87,23 km², incluindo:
- área agrícola: 81%
- área florestal: 13%

## Demografia
Dados de 30 de Junho 2004:
|                      | Total   | Total | Mulheres | Mulheres | Homens  | Homens |
| -------------------- | ------- | ----- | -------- | -------- | ------- | ------ |
|                      | pessoas | %     | pessoas  | %        | pessoas | %      |
| População            | 4941    | 100   | 2444     | 49,5     | 2497    | 50,5   |
| Densidade (pop./km²) | 56,6    | 100   | 28       | 28       | 28,6    | 28,6   |

De acordo com dados de 2002, o rendimento médio per capita ascendia a 1223,89 zł.

## Subdivisões
- Aleksandrów, Anielinek, Antonin, Brzozówka,

Budy Kumińskie, Góry, Izabelin, Jakubów, Jędrzejów Nowy, Jędrzejów Stary, Józefin, Kamionka, Leontyna, Ludwinów, Łaziska, Mistów, Moczydła, Nart, Przedewsie, Rządza, Strzebula, Szczytnik, Turek, Tymoteuszew, Wiśniew, Wola Polska.

## Comunas vizinhas
- Cegłów, Dobre, Kałuszyn, Mińsk Mazowiecki, Stanisławów